# Clematis lasiantha
Clematis lasiantha es una planta trepadora de la familia Ranunculaceae. 

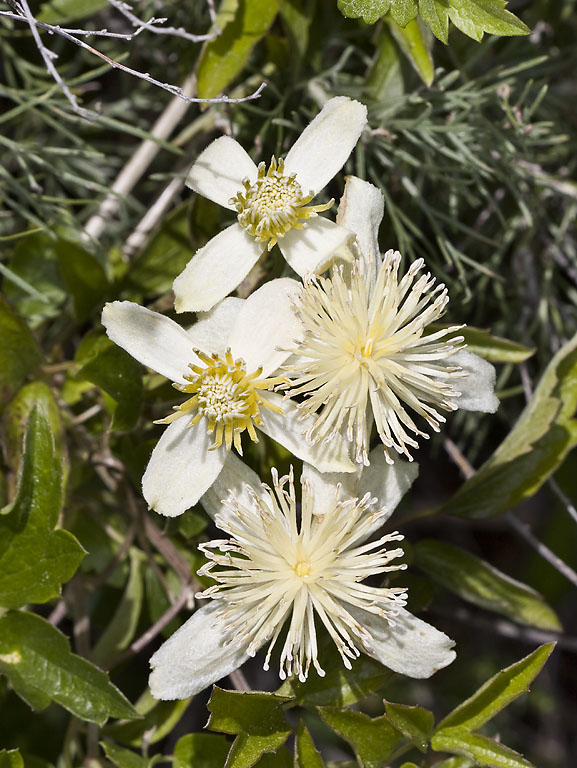
Detalle de las flores

## Descripción
Es una liana con flores de color crema muy atractivas. Sus hojas son trilobuladas y crecen en grupos de tres o cinco, alcanzan una longitud de 5 cm. Tiene usualmente una sola flor por tallo, aunque puede llegar a tres.
Se encuentra en la costa del Océano Pacífico en Norteamérica en el área de la bahía de San Francisco en la Baja California. Se extiende hasta Sierra Nevada donde crece en las laderas formando chaparral o en arbolado abierto.

## Taxonomía
Clematis lasiantha fue descrita por Thomas Nuttall y publicado en A Flora of North America: containing . . . 1(1): 9, en el año 1838.
Etimología
Clematis: nombre genérico que proviene del griego klɛmətis. (klématis) "planta que trepa".
lasiantha: epíteto latino que significa "con flores lanudas".
Sinonimia
- Clematis lasiantha subsp. fallax Kuntze
- Clematis lasiantha subsp. pseudoligusticifolia Kuntze[4]